# Achter-Indië

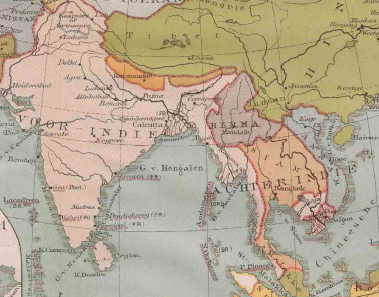
Fragment uit de allereerste Bosatlas (Bos' Schoolatlas der geheele Aarde (1877), plaat XX, pagina 67) waarop de termen "Voor-Indië" en "Achter-Indië) te zien zijn.

Met de term Achter-Indië werd vroeger het vasteland van Zuidoost-Azië aangeduid. Samen met de Indonesische en Filipijnse archipel staat dit gebied tegenwoordig bekend als het subcontinent Zuidoost-Azië.